# Mediamente isterica
Mediamente isterica è il terzo album della cantautrice italiana Carmen Consoli, pubblicato il 27 ottobre 1998 da Cyclope/Polydor. Dall'album sono stati estratti quattro singoli. L'album ha ricevuto un disco d'oro per aver venduto oltre 50 000 copie (secondo la certificazione vigente negli anni 90), arrivando a vendere in totale 80 000 copie.

## Descrizione
Caratterizzato da un particolare package che ricorda una confezione di pesce surgelato, l'album è stato prodotto da Francesco Virlinzi e registrato da Todds Vos e Dario Caglioni al Cantinone di S. Gregorio di Catania, mixato da Pino Pischetola a Peschiera Borromeo e masterizzato a Milano da Antonio Baglio.
Il singolo di lancio Bésame Giuda è stato accompagnato da un videoclip diretto da Riccardo Strucchil e Claudio Sinatti.
Il disco si avvicina al rock più di quanto non facesse il precedente album Confusa e felice (1997). Solo nel finale i suoni si attenuano, con Quattordici luglio (dedicata alla madre) e Anello mancante, brano che offre spunti di tipo spirituale.
L'album si caratterizza per l'offrire una panoramica di diversi personaggi femminili, dalla ragazza tradita del primo singolo, Bésame Giuda (un rabbioso rock che la Consoli aveva intenzione di portare al Festival di Sanremo 1998) alla donna schiava del suo amante di Geisha e alla donna di mezza età terrorizzata dalla vecchiaia di Contessa Miseria. Eco di sirene è stata invece ispirata dalla guerra del Kosovo.
Il disco non raggiunge il successo del precedente in termini di vendita, attestandosi a circa 80 000 copie vendute, non è un successo né un insuccesso, ma diventa (e resta tuttora) il più apprezzato dai fan. La stessa Carmen Consoli lo considera il disco della sua vita.

## Edizione del decennale
Il 1º settembre 2008 è stata annunciata la ripubblicazione dell'album chiamata Mediamente isterica Deluxe - Anniversary Edition e avvenuta il 29 ottobre dello stesso anno ad opera di Universal.
Si tratta di un cofanetto contenente due CD: l'album originale e la sua versione completamente ricantata (ma basata sugli stessi arrangiamenti) L'edizione del decennale di Mediamente isterica (CD 1) è stata curata da Francesco Barbaro con la consulenza di Federico Guglielmi. Il disco è stato masterizzato da Ryan Smith a New York. Sono inoltre presenti varie rarità, outtakes dell'epoca e l'inedito L'uomo meschino, registrato all'epoca ma poi escluso dalla scaletta finale.
L'album è uscito in formato CD doppio e in vinile ed ha portato ad un nuovo tour nell'autunno 2008, celebrante il decimo anniversario della pubblicazione del disco.

## Tour
L'anno successivo all'uscita dell'album, Il Mediamente Isterica Tour si è accodato alla promozione e ai vari singoli estratti dall'album.

## Tracce

### Edizione 1998
Tutte le canzoni sono state scritte da Carmen Consoli, eccetto dove è indicato
1. Bésame Giuda – 3:45
2. Bésame mucho – 0:33 (Consuelo Velázquez)
3. Puramente casuale – 3:35
4. Sentivo l'odore – 4:40
5. Autunno dolciastro – 5:33
6. Ennesima eclisse – 4:03
7. In funzione di nessuna logica – 3:07
8. Geisha – 2:39
9. Eco di sirene – 4:43
10. Quattordici luglio – 5:04
11. Anello mancante – 3:48
12. Contessa miseria – 3:39
13. L'ultima preghiera – 4:17 (Carmen Consoli, Massimo Roccaforte)

Traccia bonus nell'edizione deluxe del 2008
1. L'uomo meschino – 4:06

CD bonus nell'edizione deluxe del 2008
1. Bésame Giuda – 3:45
2. Bésame mucho – 0:33
3. Puramente casuale – 3:35
4. Sentivo l'odore – 4:40
5. Autunno dolciastro – 5:33
6. Ennesima eclisse – 4:03
7. In funzione di nessuna logica – 3:07
8. Geisha – 2:39
9. Eco di sirene – 4:43
10. Quattordici luglio – 5:04
11. Anello mancante – 3:48
12. Contessa miseria – 3.39
13. L'ultima preghiera – 4.17
14. Bésame Giuda (lab Cantinone luglio 98)
15. In funzione di nessuna logica (provino basso e chitarra)
16. Contessa Miseria (pre mix)
17. Autunno dolciastro (provino al Cantinone)
18. Eco di sirene (versione con Francesco Virlinzi e Carmen)

## Formazione
- Carmen Consoli – voce, chitarra elettrica, chitarra acustica, basso, pianoforte, Fender Rhodes
- Massimo Roccaforte – chitarra, cori
- Santi Pulvirenti – chitarra, cori
- Enzo Ruggiero – basso
- Leif Searcy – batteria

Altri musicisti
- Salvo Cantone – basso in Bésame Giuda, Ennesima eclissi, Eco di sirene
- Gionata Colaprisca – percussioni in Bésame Giuda, In funzione di nessuna logica, Eco di sirene, Quattordici luglio, Anello mancante, Contessa miseria
- Roberto Baldi – pianoforte, Fender Rhodes in Puramente casuale; mellotron in Contessa miseria
- Salvo Di Stefano – chitarra acustica in Anello mancante
- Leandro "Chillo" Misuriello – basso in Contessa miseria
- Mauro Spina – percussioni in Anello mancante

## Classifiche
| Classifica (1998) | Posizione |
| ----------------- | --------- |
| Italia            | 4         |

| Classifica (2008) | Posizione massima |
| ----------------- | ----------------- |
| Italia            | 22                |